# Andriej Fiłatow
Andriej Dmitrijewicz Fiłatow (ros. Андре́й Дми́триевич Фила́тов, ur. 6 sierpnia?/19 sierpnia 1912 w Charkowie, zm. 6 czerwca 1973 w Moskwie) – dyrektor Magnitogorskiego Kombinatu Metalurgicznego im. Lenina (1968–1973), Bohater Pracy Socjalistycznej (1971).

## Życiorys
W 1931 ukończył Szkołę Uniwersytetu Fabrycznego przy Magnitogorskim Kombinacie Metalurgicznym, pracował w magazynie węgla i w pracowni w tym kombinacie, jednocześnie uczył się na fakultecie robotniczym (rabfaku), później studiował na Wydziale Wieczorowym Magnitogorskiego Instytutu Górniczo-Metalurgicznego. W 1944 ukończył studia, 1950 został członkiem WKP(b), później został szefem działu produkcyjnego Magnitogorskiego Kombinatu Metalurgicznego, potem zastępcą głównego inżyniera i głównym inżynierem. Od 1968 do końca życia dyrektor Magnitogorskiego Kombinatu Metalurgicznego im. Lenina Ministerstwa Czarnej Metalurgii ZSRR; na tym stanowisku przyczynił się do zwiększenia wydajności produkcji przez uruchomienie nowych urządzeń, rekonstrukcję czterech pieców martenowskich i wdrożenie nowych technik produkcji, wiele uwagi poświęcał też przygotowaniu i szkoleniu kadry technicznej i inżynierskiej. Od 9 kwietnia 1971 do śmierci członek KC KPZR. W 1970 został deputowanym do Rady Najwyższej ZSRR 8. kadencji.

## Odznaczenia i nagrody
- Medal Sierp i Młot Bohatera Pracy Socjalistycznej (30 marca 1971)
- Order Lenina (dwukrotnie – 22 marca 1966 i 30 marca 1970)
- Order Czerwonego Sztandaru Pracy (26 grudnia 1952)
- Order „Znak Honoru” (dwukrotnie – 30 stycznia 1952 i 19 lipca 1958)
- Nagroda Państwowa ZSRR (1969)
- Medal „Za pracowniczą dzielność” (5 maja 1949)

I medale.